# Fengshui

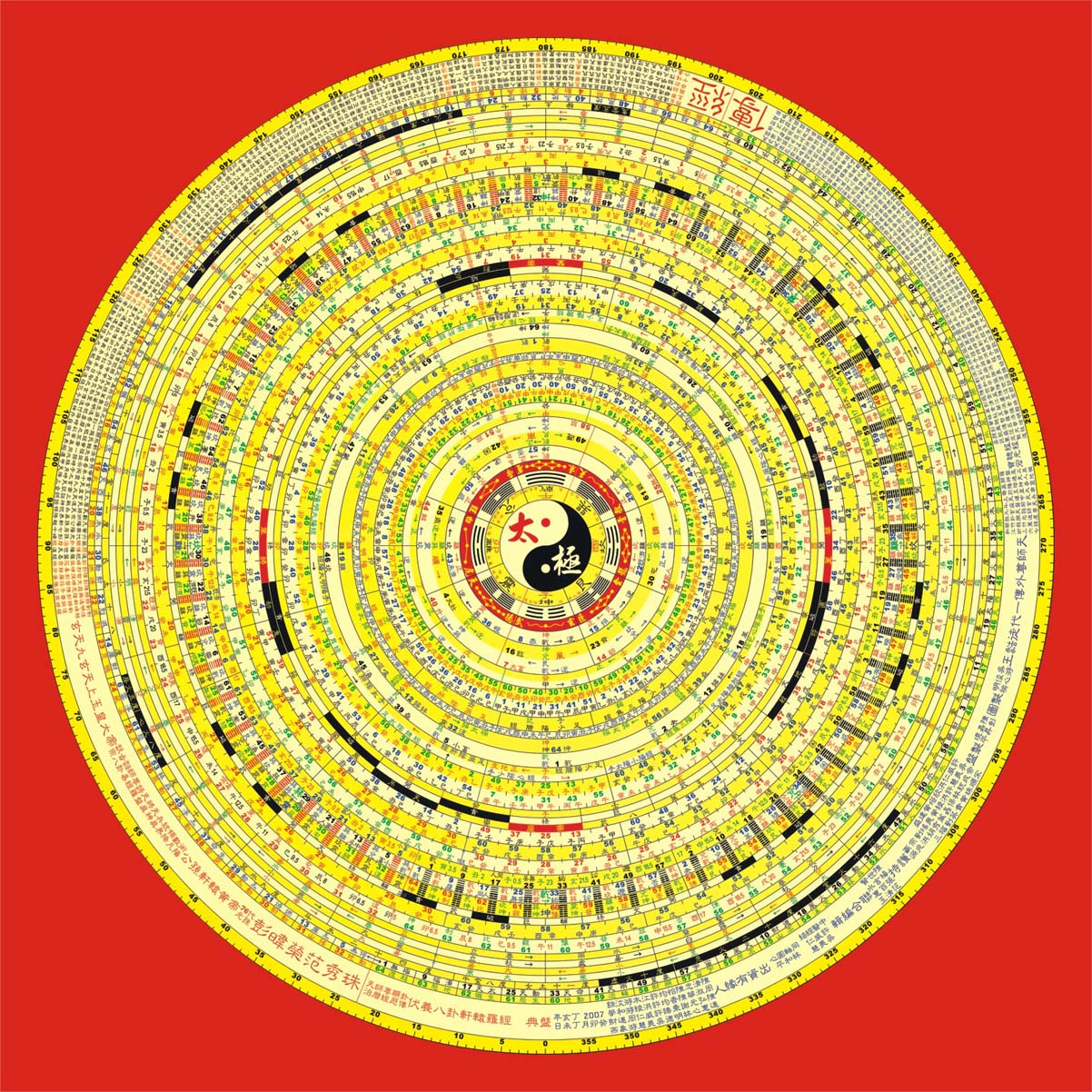
Un luopan o "brúixola de fengshui"

El fengshui, feng shui o a vegades feng xui (en xinès 风水 o en sinogrames tradicionals 風水, en pinyin fēng shuǐ, literalment "vent-aigua") és una antiga tècnica xinesa d'origen taoista basada en la recerca de l'equilibri. Consisteix a situar els elements de l'entorn (els edificis, les estances i els objectes) de tal manera que es trobin en harmonia amb les forces de la natura. La designació original de la disciplina és Kan Yu (literalment: "tao del cel i de la terra), on es relaciona amb la circulació de l'energia vital (txi).
Atès que el fengshui no es fonamenta en evidències científiques sòlides i que presenta una gran diversitat de pràctiques sovint difícils de verificar, ha estat objecte de crítiques per part de diversos sectors, que el consideren poc racional, enganyós i no científic.

## Història
El fengshui es va originar a la Xina fa més de 5.000 anys. Actualment, el Yangshao i la cultura Hongshan proporcionen l'evidència més gran de l'origen del fengshui. Els seus orígens, també, van ser l'observació i el sentit comú. Els seus orígens es basen en llegendes, ja que no n'hi ha escrits històrics coneguts.
Fins a la invenció de la brúixola magnètica, el fengshui s'ajudava de l'astronomia per trobar les correlacions entre els éssers humans i l'univers. Els canvis de la natura, cicles i moviments de les estrelles en van establir les primeres bases.
A la Xina imperial el fengshui era un assumpte d'estat, per la qual cosa només les construccions imperials i d'alguns nobles hi tenien accés. Per aquest motiu rebia el nom d'"Aplicació de reis i emperadors". També s'aplicava el fengshui a la ubicació i orientació de les tombes (阳宅, yin zhai o casa dels morts), ja que es creia que influïa sobre la fortuna de la descendència del difunt.
A partir de la instauració de la república, el fengshui (juntament amb altres pràctiques tradicionals de la cultura xinesa) va ser pràcticament prohibit. És per això que l'actual Centre de difusió del fengshui no és a la Xina, sinó a Hong Kong, Taiwan i Malàisia.
Els xinesos utilitzaven les estrelles circumpolars per a determinar l'eix nord-sud dels assentaments i així poder alinear les parets. Per al fengshui també s'utilitzaven instruments que requerien rituals fets per un endeví per examinar el fenòmens del cel i ajustar el dispositiu.
Els exemples més antics dels instruments utilitzats per al fengshui són els astrolabis liuren (六壬), també coneguts com a shi. Els astrolabis més antics que s'han trobat han estat desenterrats de tombes que daten entre el 278 i el 209 aC.

## Fonaments
Segons els antics xinesos, la posició i l'orientació en l'espai són prioritaris i de màxima importància. La ubicació de la nostra residència, lloc de treball i els objectes i possessions amb què ens envoltem, poden afectar la nostra actitud. El fengshui ens ensenya que aquestes influències conformen el comportament i la perspectiva d'una persona cap al positiu o el negatiu, el favorable i el desfavorable, l'harmoniós o el perjudicial.
Fengshui significa "vent i aigua" i simbolitza el vent ascendint cap al cim d'una muntanya al mateix temps que l'aigua. Tots dos units, orienten les actituds i els actes d'una persona cap a l'èxit. Els orígens del fengshui es troben en l'astronomia antiga, el coneixement geogràfic i la saviesa popular xinesa.

### Objectius
El fengshui cerca harmonitzar l'energia de les cases o llocs de treball, edificis, habitacions en concret, etc. basat en la saviesa xinesa. Es diu que el fengshui permet conèixer la manera perfecte d'on posar els mobles. Estudia la relació entre els humans i la naturalesa, aprofitant les energies que flueixen i que puguin influir en el nostre benestar. En conclusió, el que cerca és l'orientació, la decoració i el disseny dels llocs on passem més temps de la nostra vida.

## Teoria del fengshui
La teoria del fengshui és cosmològica, es basa en conceptes abstractes taoistes de l'home i l'univers.
Els xinesos antics creien que el txi (en xinès: 气 qi "força vital") entrava i sortia amb suavitat de totes les coses vives i no vives i que el seu resultat eren esdeveniments bons i positius. Aquesta teoria és el nucli del fengshui, del qual sorgeixen molts mites i històries populars.
L'esquema de pensament cosmològic abstracte es va barrejar després amb les creences populars, quan els antics xinesos van pretendre explicar tant les forces visibles com les invisibles de la terra i la influència complexa i misteriosa d'aquestes forces sobre el comportament humà.
Enfrontar-se als esdeveniments impredictibles de la vida no era l'objectiu principal que cercaven, el que més els va atreure va ser la recerca espiritual que servia per consolar-se en temps de tragèdia i penúries.

## El txi i el sha
El fengshui estudia la distribució del txi en un espai i cerca determinar on el txi és positiu i circula millor, perquè l'energia circuli correctament hauria de moure's en ones, també s'anomena sheng qi. Quan és negatiu anomenat sha o sha qi i l'energia no circula com tocaria, en aquest cas l'energia es mouria en línia recta.
El txi i el sha són dues forces terrestres que circulen per tota la Terra segons la mitologia xinesa. Es diu que el txi és el conjunt de forces vitals i naturals que sorgeixen per la combinació d'elements naturals i creuen que són energies que circulen per totes les cases i habitacions.
En l'antiguitat, quan el txi no circulava com tocava per la casa es deia que afectaria les energies negatives als habitants d'aquella mateixa casa. I afirmaven que tota la naturalesa necessita el txi per a poder mantenir-se viva. Es determina com l'"alé de la vida", tot el contrari que el sha.
El txi és una força vital i l'energia primària de tot el que ens envolta, mentre que el Dao és un vapor original i font dels éssers vius. Hom afirma que tot està creat a partir del tao. El xinesos creuen que aquest vapor dona la vida, i en morir s'allibera en l'espai.
En el fengshui hi ha tres tipus de txi: el celestial, terrestre i vital.
-El txi celestial: És l'energia que manté unit l'univers, on es deriva l'astrologia, per això també és conegut com el Destí. La mitologia xinesa creia que naixem amb un destí que forma un 33% de la nostra vida i que no es pot canviar. Aquest es relaciona amb el clima, la llum solar, la pluja, efectes meteorològics, etc. i es diu que no és controlable per l'home.
-El txi terrestre: És el que origina les formes del nostre ambient, com ara muntanyes i rius.
-El txi vital: És la vida de l'ésser humà, el camp energètic que ens envolta i que va més enllà de la part visible del nostre cos. A la Xina, es creu que es pot millorar el nostre txi a través de mètodes com la meditació. Aquest també afecta els nostres pensaments. Millorar el txi millora el nostre benestar.
En definitiva, la interacció dels tres tipus de txi té influència en el nostre futur, segons la sort del cel, de la terra i dels humans.
Normalment cadascú pot percebre el txi a través de la seva percepció innata, per exemple, quan no podem dormir o estem incòmodes en un lloc.

## El Yin i el Yang

Taijitu, la forma més universal de representar el concepte Yin i el yang

Totes les coses poden veure's en termes de dos tipus d'energia: passiva i activa, o yin i yang, que és un dels principis fonamentals del fengshui. El concepte de yin i yang presenta un panorama ampli per veure al món i la forma en què ho afecta. És possible ajustar les relacions amb altres persones i amb l'entorn per poder enfrontar-se a situacions favorables en comptes de desfavorables. Com a última instància, podrem utilitzar els nostres coneixements de yin i de yang per aprofitar més la vida amb el mínim esforç. Principis similars poden aplicar-se a la pròpia casa, a la dieta, a l'exercici físic, al treball i a les activitats recreatives. Tots aquests aspectes tenen el seu costat yin i el seu costat yang, i un pot fer que treballin al nostre favor o en contra nostra, d'acord amb les necessitats del moment.
El fengshui és una eina capaç de generar harmonia física als edificis, els ambients i les persones. La naturalesa d'aquest art es pot captar també en les antigues cultures grega, romana i aràbica. Aquesta antiga eina és no obstant alguna cosa nova per a la nostra arquitectura i la nostra cultura moderna. És un sistema que ajuda a expandir la nostra consciència per integrar-la amb la naturalesa. La debilitació dels sistemes ecològics està afectant ja la mateixa manifestació de la vida al nostre planeta. Aquest mètode antiquíssim, amb les seves solucions lògiques i il·lògiques, ens ensenya a crear ambients d'harmonia. Amb ell tenim l'oportunitat de complementar la nostra cultura moderna yang amb la simplicitat d'unes solucions procedents d'un passat remot yin, a fi de crear la unitat del tao.

### Principis
- El yin i el yang s'oposen:

Cada cosa té el seu oposat, tot i que aquest no és absolut sinó bastant relatiu, ja que res no és completament Yin o completament Yang. Per exemple, l'hivern s'oposa a l'estiu, encara que un dia d'estiu pot ser fred i viceversa.
- El yin i el yang són interdependents:

No poden existir l'un sense l'altre. Per exemple, el dia no pot existir sense la nit.
- El yin i el yang poden subdividir-se alhora en yin i yang:

Cada aspecte Yin o Yang es pot subdividir al seu torn en Yin i Yang indefinidament. Per exemple, un objecte pot estar calent o fred, però al seu torn allò que és calent (Yang) pot ser bullent (relativament Yang) o tebi (relativament Yin) i allò que és fred (Yin), pot estar fresc (relativament Yang) o glaçat (relativament Yin).
- El yin i el yang es consumeixen i es generen mútuament.:

Quan l'un augmenta, l'altre disminueix. Però aquest desequilibri només és circumstancial, ja que quan l'un creix massa acaba per esgotar-se i l'altre pot, al mateix temps, reprendre el seu lloc i créixer. Per exemple, l'aigua líquida es transforma en vapor i s'eleva, però l'excés de vapor als núvols acaba per provocar la pluja: el vapor es torna líquid un altre cop i cau.
- El yin i el yang es transformen en els seus contraris:

La nit s'acaba transformat en dia, un naixement comporta una mort. Malgrat això, aquesta transformació també és relativa. Per exemple, la nit es transforma en dia, però les dues coexisteixen als dos hemisferis de la Terra.
- En el yin hi ha yang i en el yang hi ha yin: Sempre estan units.

## Mapa bagua
El mapa bagua (en xinès: 八卦), també anomenat pakua, és un mapa energètic que segueix els principis filosòfics de l'I ching. La simbologia d'aquest 
mapa és molt emprada a les escoles de fengshui, encara que la seva manera d'utilitzar-lo difereix d'unes escoles a unes altres. El terme pakua significa «vuit trigrames» i està format per una figura octagonal que els conté, forma una figura anomenada cosmologia taiotista, el conjunt de punts i línies es presenta per un trijagramite, on cada un té la seva interpretació. A la Xina és molt emprat com a amulet, i es posa en els marcs de les portes i finestres perquè espanti els mals esperits i la mala sort.

### El mapa bagua d'un espai
El mapa ba gua pot ser aplicat a qualsevol espai, des del macrocosmos de la casa al microcosmos d'una habitació o al detall d'una taula. Les quatre direccions bàsiques estan relacionades amb quatre grans constel·lacions, conegudes a la Xina com les quatre constel·lacions dels animals celestials:
- Est: Drac verd (equinocci de primavera)
- Sud: Fènix (solstici d'estiu)
- Oest: Tigre blanc (equinocci de tardor)
- Nord: Tortuga negra (solstici d'hivern)

El primer pas és tenir la plantilla del mapa. El segon és determinar l'espai que es desitja estudiar. L'espai ha de ser regular, idealment un octàgon, però també són molt adequats els cercles, els quadrats i els rectangles. La plantilla se sobreposa al plànol de l'espai i sobre aquesta base es fa una lectura de les diferents zones. Quan la casa o l'habitació és irregular es fa una abstracció que completi l'estructura fins que presenta una forma quadrada o rectangular. El més còmode és fer un plànol de l'espai marcant amb un color les línies de la forma que presenta l'objecte d'anàlisi i amb un altre color les línies imaginàries, que completarien la forma fins a obtenir un quadrat o un rectangle. A l'hora d'avaluar aquesta situació d'estructura irregular, el fengshui considera que si la part de l'estructura absent que s'ha dibuixat amb un altre color a manera de complementació de la forma, és inferior al terç de la part frontal, una part que falta, també denominada «mossegada».
Aquesta part que falta de l'estructura en l'espai, es contempla com una absència i la zona del mapa bagua que es correspongui amb aquesta àrea s'entén com una mancança. La lectura que fa el fengshui d'aquesta absència, es desprèn de la zona de bagua amb la qual es correspongui, de manera que el significat de la zona que falta s'entén com una mancança o una debilitat en els aspectes de la vida dels residents que es corresponen amb ella. Per pal·liar aquesta dificultat que plantegen les parts que falten en l'estructura dels espais, el feng-shui recomana aplicar una cura a l'estructura. Si l'absència de zones bagua afecta el conjunt de la casa, encara que hagin estat incorporades simbòlicament a través d'una capella, es consideren insuficientment representades, a l'efecte dels aspectes de la vida dels residents implicats en aquestes zones bagua, s'entén que els efectes negatius estaran en relació amb la grandària d'aquests «faltants». Per això, es recomana reforçar aquestes zones absents de l'habitatge, potenciant les zones bagua, corresponents a les restants habitacions de la casa. Si en completar la forma de l'estructura de l'espai objecte d'estudi, la part que falta, que s'ha marcat amb un color diferent, és superior a un terç del lloc, es considera una extensió, un agregat, una projecció o un afegit; resultant sobredimensionada la zona pakua a la qual correspon.

## Interacció dels cinc elements
Els cinc elements dels quals xerra el fengshui són: foc, aigua, terra, metall i fusta. Aquests elements estan en plena interacció constant amb la natura, de la qual sorgeixen relacions de creació i destrucció entre ells. La relació entre aquests elements i el fengshui és comparable amb la relació que estableixen les forces yin i yang.

### Relacions de la creació
Aquestes relacions establertes, expliquen la creació dels cinc elements segons aquesta mil·lenària tradició xinesa.
- El metall guarda i dona forma a l'aigua: Un recipient metàl·lic guarda i fa que no s'escapi el fluix vital (aigua). Es basaven en la frase que diu l'aigua forma part del recipient que la conté.
- L'aigua dona vida a la fusta: Ja que l'aigua nodreix els arbres i així es produeix la fusta.
- La fusta té la capacitat per engendrar el foc: Encara que el foc no té la propietat per autoreproduir-se, sinó que en la Xina es creia que apareixia per art de la mateixa naturalesa i amb l'ajuda d'un element, la fusta.
- Del foc es formen cendres que alimenten a la terra: Les cendres que queden de la fusta cremada són absorbides per la terra que aquesta és alimentada al mateix temps.
- De la terra en procedeix el metall: El metall prové de les mines que estan a la terra.

### Relacions de la seva destrucció
Explica la destrucció de cada element per un altre.
Encara que els cincs elements estan en constant relació cap és superior o inferior a un altre.
- El metall és dominat pel foc: Pel motiu que el foc fon el metall.
- L'aigua s'imposa al foc: És l'únic element que pot vèncer al foc.
- L'aigua és dominada per la terra: Ja que aquesta l'absorbeix i l'emmagatzema en el seu interior.
- La terra és dominada per la fusta: Perquè la fusta dels arbres és alimentada per l'energia que conté la terra.
- La fusta no pot amb el metall: Perquè aquest la pot destruir.

Quan dos elements diferents s'ajunten poden sorgir relacions de conflicte o desequilibri, en canvi si s'ajunten dos elements similars apareix una força d'harmonia.
Les relacions de conflictes es donen quan s'ajunten dos elements, dels quals un domina l'altre.
També es relacionen els elements amb les formes de la naturalesa.
Aquesta relació que varen establir els xinesos ara s'aplica amb la classificació dels paisatges i la forma dels edificis, teulades i altres elements de l'arquitectura.

## Desenvolupaments recents
Els desenvolupadors occidentals estaven violant els principis bàsics del fengshui en la construcció de ferrocarrils i altres estructures públiques a través de la Xina. Després de Richard Nixon viatgés a la República Popular de la Xina el 1972, el fengshui es va començar a comercialitzar als Estats Units.
Des de llavors ha estat reinventada pels empresaris del New Age per al consum occidental. El fengshui parla de la funció profunda de la màgia, el misteri i l'ordre en la vida nord-americana.

### Actualitat
Avui dia, el fengshui és practicat tant pels xinesos com pels occidentals. No obstant això, amb el pas del temps i la popularització del fengshui, gran part de la teoria que hi havia al darrere s'ha perdut en la traducció o s'ha menyspreat.
| «                   | "... El fengshui s'ha convertit en un aspecte de la decoració d'interiors en el món occidental i els mestres del fengshui es contracten ara per grans sumes de diners. El fengshui s'ha convertit també en un altre producte de la Nova Era, l'energia, estafant a la gent mitjançant productes metafísics […] posats a la venda per ajudar a millorar la salut, etc." | » |
| — Robert T. Carroll | |   |

Altres han notat com, quan el fengshui no s'aplica correctament, o millor dit, amb falta de sentit comú, pot fins i tot fer malbé el medi ambient, com va ser el cas de les persones que sembraren "bambú de la sort" en ecosistemes que no podien cultivar-se. Others have noted how, when feng shui is not applied properly, or rather, without common sense, it can even harm the environment, such as was the case of people planting "lucky bamboo" in ecosystems that could not handle them.
Altres són simplement escèptics amb el fengshui. L'evidència de la seva efectivitat està basada en anècdotes, i hi manca un mètode d'acció plausible, fet que condueix a consells contradictoris entre diferents mestres del fengshui. Els practicants del fengshui utilitzen això com una evidència de les variacions entre escoles diferents. Els analistes crítics l'han descrit així: "El fengshui s'ha basat sempre en meres conjetures."
No obstant això, les teories modernes del fengshui no sempre són considerades com una estafa supersticiosa. Molta gent creu que és important i molt útil per viure una vida pròspera i saludable i per evitar o bloquejar energies negatives que d'una altra manera podrien tenir efectes negatius. Moltes vegades posar a la pràctica el més alt nivell del fengshui no és tan senzill, la gran majoria dels casos requereixen una gran quantitat de diners, ja sigui per contractar un expert, per alterar l'arquitectura de la casa, etc. A causa d'això, algunes persones de les classes més baixes perden la fe en el fengshui, dient que és només un joc per als rics. De totes maneres hi ha altres opcions menys costoses per aplicar el fengshui, ja sigui incloent miralls especials, penjar forquilles o woks a les portes per desviar l'energia negativa.
Fins i tot en l'actualitat el fengshui és tan important per a algunes persones, que l'utilitzen amb fins curatius, separat de la pràctica de la medicina occidental, a més d'utilitzar-lo per guiar els seus negocis i crear un ambient de pau a casa seva. El 2005, Disney va reconèixer el fengshui com una part important de la cultura xinesa; va desplaçar la porta principal de Disneyland de Hong Kong dotze graus, entre moltes altres accions suggerides pel planificador mestre de l'arquitectura i el disseny de Walt Disney Imagineering, Wing Chao, en un esforç per incorporar la cultura local al parc temàtic.
La pràctica del fengshui és molt diversa i polifacètica. Hi ha moltes escoles on la treballen i perspectives diferents. La International Fengshui Guild (IFSG) és una organització professional sense ànim de lucre que presenta tota la diversitat del fengshui.

### Fengshui tradicional avui dia
Es pensa que encara existeixen tècniques del fengshui que s'utilitzen en dinasties com les Han, Tang i Ming.
Un dels instruments que encara es fa servir és una espècie de rellotge solar, anomenat stylus. Que es va fer servir per determinar el nord-sud a través de les estrelles i la sortida del Sol. On després es va inventar una brúixola magnètica que fou inventada per al fengshui.
- Luan tou (estudi de forma) – Es fonamenta en la formació de les formes externes, i en la manera en què elles influeixen en les construccions. Sol ser menys precisa que els estudis de Sant He - Xing Shi Pai.
- Li qi (tècniques de la brúixola) - Són totes les antigues tradicions que utilitzaven la brúixola com a instrument d'anàlisi, reorganitzades ara per a l'estudi del paisatge contemporani, principalment de les ciutats. Moltes Luo Pans, actualment, reunint les tècniques d'escoles diferents com per exemple (la Sant-Yuan, Sant-He i fins aBa Zhai) en un únic equip.

## Tradicions del fengshui (abordatge clàssic)
Els estudis del fengshui clàssic poden ser dividits en dues Tradicions: San He (3 harmonies) i San Yuan (3 Cicles).
- Tradició San Yuan: Fundada en la Dinastia Tang (618–906 d. de C.) i desenvolupada a la regió sud de la Xina. Utilitza, com a principi, l'estudi de les formes de la Naturalesa, associat a l'ús d'un tipus de brúixola magnètica que identifica el flux de les energies celestials i terrestres. Tals enfocaments es basaven en un profund estudi astrológic de les construccions, dels habitants, i de les tendències energètiques embolicant els factors Temps i Espai.
- Tradició San He: Amb almenys un mil·lenni d'edat va ser desenvolupada enmig de les meravelloses composicions paisatgistes del Nord. Molts l'anomenen erradament, com a Escola de Formes, tal vegada per l'enfocament geomorfològic en el qual tal tradició es fonamenta. Entretant, la Luo Pa (brúixola xinesa) també és utilitzada; en aquest cas, amb l'objectiu d'investigar les formes i adreces de les muntanyes, valls i rius.

### Escoles derivades del San Yuan
- Xuan (Buit)- Està relacionat amb l'evolució contínua i infinita de l'energia, mentre que Kong (Misteriós) mostra les tècniques que s'estructuren en cert padró energètic. Descobrir com actuen aquests codis ens permet entendre el sentit i l'especialitat de cada Escola originada en la Tradició dels Tres Cicles.
- Xuan-Kong Zi Bai (Porpra-Blanca) – Era tinguda com una de les primeres originàries dels Tres Cicles, fonamentats en els estudis del Quadrat Màgic. En els dies d'avui, les tècniques divulgades són molt simplistes no sent considerades per la majoria dels Mestres contemporanis.
- Xuan-Kong Fei Xing (Estels Voladors) – S'empra el Quadrat Màgic, però d'una manera més complexa que l'anterior. Estudia les variacions i probabilitats en el factor Temps i Espai, és a dir, com el Qi s'estableix a l'interior de l'edificació i com evoluciona qualitativament en un dia, mes, any o període. Actualment, aquesta escola dona més importància als estudis energètics de la construcció en si.
- Xuan-Kong Dona Gua (64 Hexagramas del Yi Jing) - Molt emprada principalment en grans àrees obertes, tenen el seu origen en les interpretacions matemàtiques dels hexagrames i de les línies que ho componen. Amb els estudis d'aquesta última, és possible obtenir les millors adreces i sectors per fer la construcció, així com els accessos més favorables al terreny.
- Xuan Kong Long Men Ba Dona Dj. (Portones dels Dracs) - Tècniques variades que observen les influències energètiques que els carrers, vies i avingudes causen en l'edificació. Es fonamenta en les relacions entre el Xian Tian Bagua (ubicació dels Trigrames en el Cel Anterior) i Hou Tian Ba Gua (ubicació dels Trigrames en el Cel Posterior).

## Teories de la fundació

### Txi
L'objectiu del fengshui és situar el medi humà construït en llocs amb bon txi.
Qi és una força de vida mòbil de positiu o negatiu que té un paper essencial en el fengshui. En el fengshui com en les arts marcials xineses es refereix a l'energia, en el sentit de la força vital. Una explicació tradicional del Qi i la seva relació amb el fengshui s'inclouen en l'orientació d'una estructura, la seva edat i la seva interacció amb el medi, inclòs els climes, el pendent del terreny, la vegetació i la qualitat del sòl.

### Polaritat
La polaritat s'expressa en el fengshui com el Yin Yang i la teoria. La polaritat expressada a través del yin i el yang és similar a un dipol magnètic, vol dir que és de dues parts: una creació d'un esforç i un receptor de l'esforç.

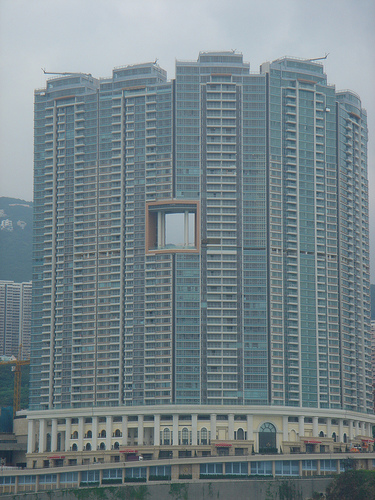
Un edifici a Hong Kong amb un forat de centre buit, utilitzant els beneficis fengshui

### Tècniques
Els descobriments de la Xina i la literatura de l'antiga Xina donen una idea dels orígens de les tècniques de fengshui. A la Xina el fengshui de tombes i el fengshui de llars tenien la mateixa importància i amb tots dos s'havia de determinar la direcció mitjançant l'observació del cel.
El fengshui s'associa típicament amb les següents tècniques, això és una llista de les tècniques més comunes:

#### Xingshi Pai (Formes dels mètodes)
Luan Dou Pai(anàlisi del medi ambient sense necessitat d'utilitzar una brúixola)
Xing Xiang Pai (formes d'imatges)

#### Liqi Pai (Mètodes de la brúixola)
Mètode San Yuan
- Xuan Kong (mètodes de temps i espai)
- Xuan Kong Fei Xing (Estrelles Voladors mètodes de temps i adreces)
- Xuan Kong Dona Gua ("decret secret" o 64 relacions GUA)

Mètode San He (anàlisi del medi ambient utilitzant una brúixola)
- Accés a mètodes de Drac
- Ba Zhai (Vuit Mansions)
- Mètodes d'Aigua

Altres
- Quatre Pilars del Destí (una forma d'hemerologia)
- Vuit caràcters (la data i hora de naixement)
- Estrelles errants principals i menor (constel·lacions)
- Cinc fases (relació de les cinc fases o wuxing)
- Barret Negre del budisme tàntric (mètodes occidentalitzats o modernitzats, no es basen en els ensenyaments clàssics)

## Les direccions en el fengshui
Les vuit direccions principals del fengshui estan associades cadascuna a un element. El seu domini en el fengshui és summament complicat, per la qual cosa a continuació n'introduirem unes nocions bàsiques.
A continuació veurem que pot aportar cadascuna de les direccions quan es veu reforçada i quan es veu reduïda:
- SUD: Aporta honor i fama. Pot causar vergonya i desgràcia.
- SUD-OEST: Aporta sort a la família i el matrimoni. Pot afectar la relació de parella.
- OEST: Aporta bona salut. Pot afectar les dones de la família.
- NORD-OEST: Afecta el pare de família proporcionant influència i poder. Pot afectar negativament el pare de família.
- NORD: Aporta èxit en el treball. Pot bloquejar l'èxit.
- NORD-EST: Aporta sort i bona fortuna en els estudis. Pot afectar tant els estudis com la sort.
- EST: Aporta sort als fills.
- SUD-EST: Aporta creixement i riquesa. Pot afectar l'economia i estabilitat familiar.